# Sokolac, Bihać
Sokolac je nekdanje naselje v mestu Bihać, Bosna in Hercegovina, od leta 1991. del naselja Bihać.  

## Prebivalstvo
| Pregled števila prebivalcev po letih | Pregled števila prebivalcev po letih | Pregled števila prebivalcev po letih | Pregled števila prebivalcev po letih | Pregled števila prebivalcev po letih |
| ------------------------------------ | ------------------------------------ | ------------------------------------ | ------------------------------------ | ------------------------------------ |
| 1948                                 | 1953                                 | 1961                                 | 1971                                 | 1981                                 |
| -                                    | -                                    | -                                    | 1.025                                | 1.065                                |

| Narodna sestava prebivalstva po letih                                                                                         | Narodna sestava prebivalstva po letih                                                                                          | Narodna sestava prebivalstva po letih |
| --- | --- | ------------------------------------- |
| 1971 | 1981 |                                       |
| . skupaj: 1.025 Muslimani 960 (93,65 %) Srbi 56 (5,46 %) Hrvati 4 (0,39 %) Jugoslovani 0 (0,00 %) drugi in neznano 5 (0,48 %) | . skupaj: 1.065 Muslimani 983 (92,30 %) Srbi 46 (4,31 %) Hrvati 2 (0,18 %) Jugoslovani 32 (3,00 %) drugi in neznano 2 (0,18 %) |                                       |